# Vjetroelektrana Ponikve
Vjetroelektrana Ponikve ili VE Ponikve se nalazi na poluotoku Pelješcu, u mjestu Ponikve kraj Stona i prva je vjetroelektrana sagrađena u Dubrovačko-neretvanskoj županiji. VE Ponikve je svečano otvorena 17. svibnja 2013. Projekt je vrijedan 43 milijuna eura, a investitor je njemačka tvtka WPD iz Bremena. Izgradnja je započela u lipnju 2011., trajala je do listopada 2012., u redovnom pogonu je od 11. ožujka 2013, a električnom energijom opskrbljuje 23 000 kućanstava. Tvrtki WPD ovo je već treći projekt u Hrvatskoj (VE Trtar-Krtolin i VE Orlice), a očekuje se daljnji nastavak izgradnje projekata u budućnosti (na predjelu Bile ploče pokraj Orebića).
Vjetroelektrana Ponikve ima instaliranu snagu 36,8 MW, a koristi 16 Enerconovih E-70 vjetroagregata snage 2,3 MW. Devet od tih vjetroagregata je na visini osi od 64 metra, a sedam na 85 metara. Promjer rotora iznosi 70 metara. Uz 16 vjetroagregata u sklopu VE Ponikve izgrađena su trafostanica i dalekovodi radi spajanja na elektroenergetski sustav.

## Vjetroelektrane u Hrvatskoj
Vjetroelektrane u Hrvatskoj su započele svoj razvoj još 1988., kada je Končar postavio prvi vjetroagregat u brodogradilištu Uljanik, koji se i danas tamo nalazi, no onda je razvoj istoga obustavljen. Danas Končar ima postavljen prvi prototip svog modernog vjetroagregata na lokaciji Pometeno brdo u blizini Splita i pokušava uhvatiti korak s ostalim poznatim proizvođačima vjetroagregata.
Promatrajući karakteristike vjetra na prostoru Hrvatske, može se zaključiti da Hrvatska ima na desetke područja koja imaju zadovoljavajući vjetropotencijal za izgradnju elektrana. Mjerenja određenih karakteristika vjetra (brzina, smjer, učestalost) pokazala su kako je za iskorištavanje energije vjetra povoljnije područje Jadrana od kontinentalnog dijela Hrvatske. Stoga su prve hrvatske vjetroelektrane izgradene upravo na tom području.
U Hrvatskoj je trenutno 20 vjetroelektrana koje su u normalnom radu (kolovoz 2018.) i koje isporučuju električnu energiju u elektroenergetski sustav Hrvatske. Instalirana snaga svih vjetrolektrana je 570 MW, u radu je 254 vjetroagregata koji isporučuju godišnje oko 1 475 GWh električne struje. Za usporedbu Termoelektrana Plomin ima snagu 330 MW i isporučuje godišnje oko 2 173 GWh električne struje.

## Poveznice
- Vjetroelektrane u Hrvatskoj

42°52′15″N 17°36′07″E / 42.8707°N 17.6019°E